# 強-5

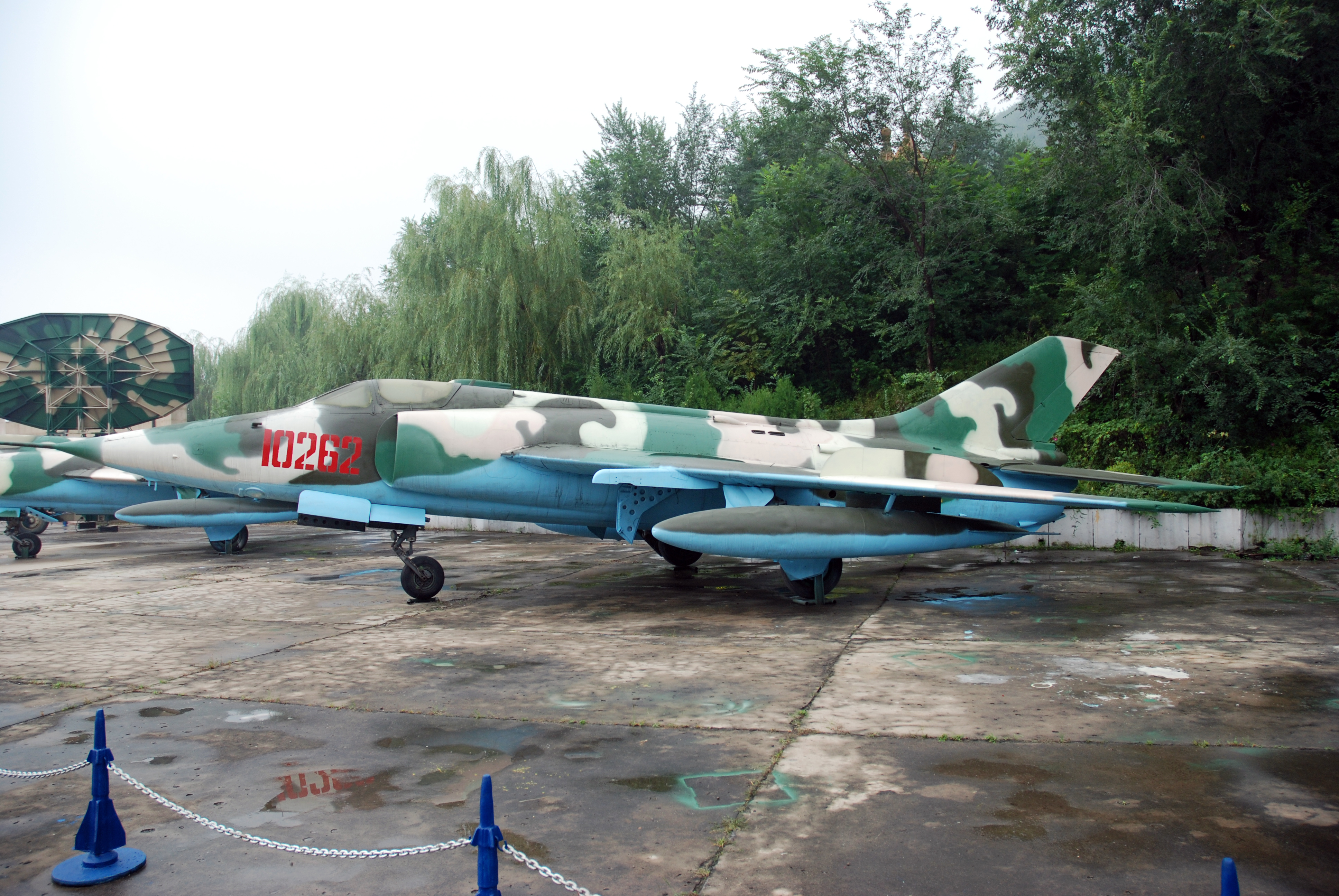
強-5攻擊機

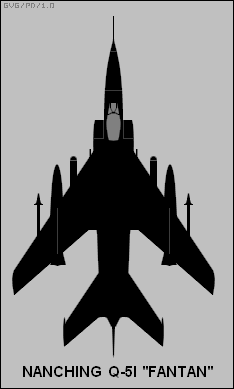
強-5攻擊機

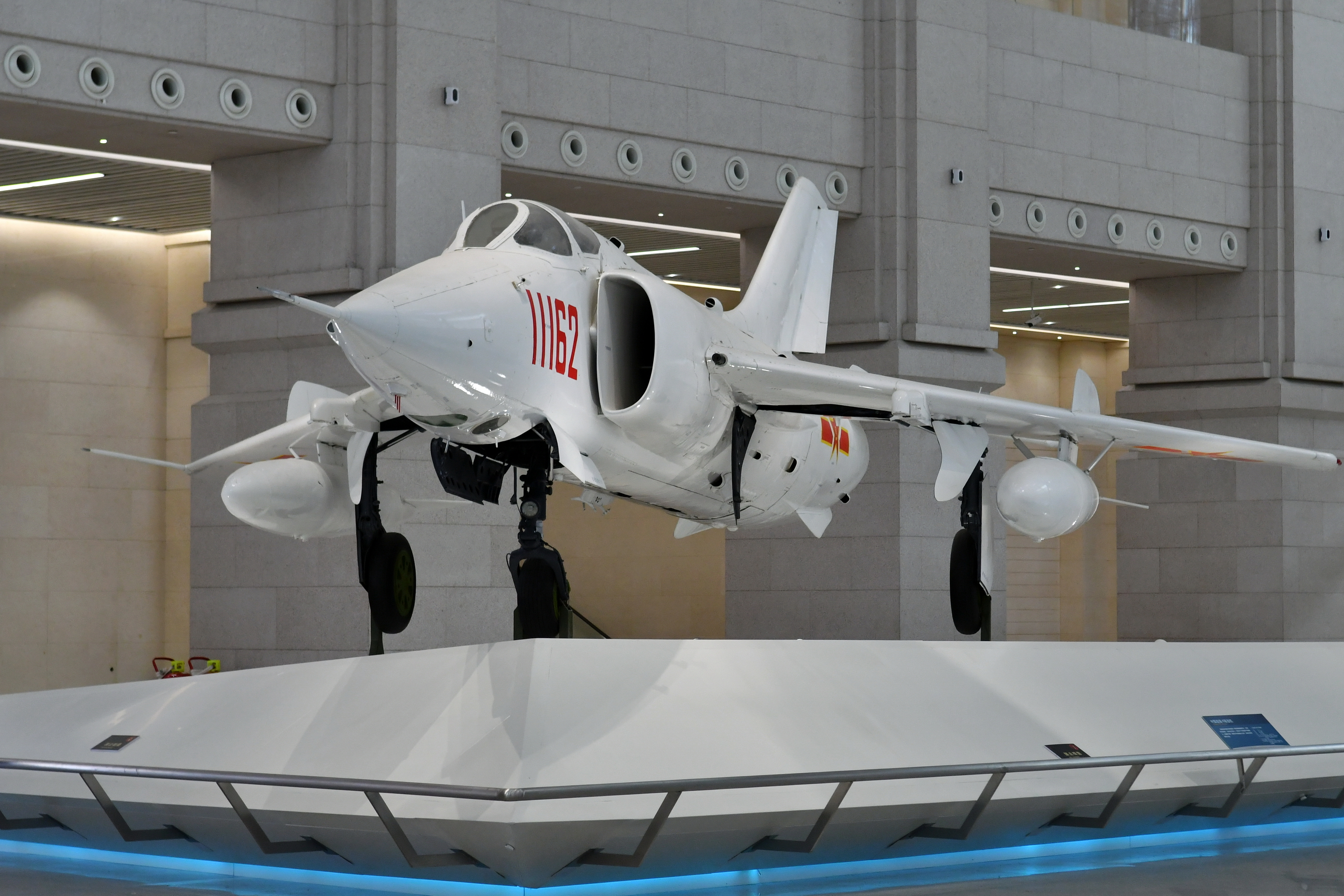
保存于中国人民革命军事博物馆的强-5强击机

強-5（北約代号：番摊）是中國于1960年代自製的第一代超音速强击机。以蘇聯米格-19的技术为基础进行设计，但两者从气动外形到武器系统实际完全不同。2017年，强-5开始从中国人民解放军退役。

## 設計
強-5攻擊機從1958年開始研制，1965年6月4日首飞。由於缺乏研制强击机经验及预定的技术指标过高，使強-5研發時間拖延到1969年才得以投產服役，70年代大量装备。強-5最大平飛時速1210公里，在11公里的高度可達到1.112馬赫，實用升限15400公尺（約50525英呎），航程1630公里，攔截半徑250公里，着陸滑跑距離1000米。它的載彈量為1.5噸。1972年，強五甲型機還曾成功進行投放氫彈試驗。
強-5機身為全金屬半硬殼式，後機身裝兩臺與殲-6相同的渦噴-6渦輪噴氣發動機（衍生自圖曼斯基 RD-9 / 米庫林 AM-5），帶有加力，單臺靜推力最大狀態25.5千牛（2600千克），加力推力31.87千牛（3250千克）。機翼是後掠式中單翼，前緣後掠角55°，上翼面有較大的翼刀。水平尾翼和垂直尾翼後掠角分別為55°和57°，平尾為斜軸全動式。機體結構以鋁合金和高強度合金鋼為主要材料。起落架為可收放前三點式，前輪和主輪都裝有盤式剎車和剎車壓力自動調節裝置。上述部分基本照搬米格-19。
剛研制成功的強-5原型采用了兩門30mm機炮，安裝在機頭兩側，空速管在右主翼外端。後改為在兩翼根處安裝兩門23mm機炮。有6個外掛點，每個機翼下2個，機腹下2個，可掛導彈、火箭、炸彈等。機腹位於內部武器艙艙門兩側的兩個外接點可各攜帶一枚重250千克炸彈。位於主起落架艙外側的兩個外接點通常攜帶57毫米或90毫米火箭彈吊艙。新近生產的強-5每側機翼下增設了一個PL-2（蘇聯K-13A“環礁”導彈的改型）紅外近距空空導彈掛點，用於自衛。
本機繼承舊蘇聯軍機耗油、機體壽命短、大修時數短、需要頻繁維修保養的各項缺點。身為大躍進時代的突擊工程，受限於當時技術有限，因此機體超重，有效荷載低，技術落後，但因當時沒有別的選擇，也勉為其難的生產了近千架，並取得出口訂單。
1976年开始研制强-5I型。1980年底首飞，1981年10月20日决定量产。改进后载弹量为2吨，在载弹量不变的基础上航程加大到2120公里。強-5由當時大量裝備的殲-6戰鬥機為基礎，重新進行機體設計。
1981年4月巴基斯坦空军为第7、第16、第26大队订购一批共40架A-5C，从1983年1月至1984年1月交付。采用了MK-10弹射座椅。A-5C翼展9.7米，长16.17米，高4.515米，空重6638千克，最大起飞重量12000千克，最大飞行马赫数1.205，最大时速1220公里，最大爬升率148米/秒，实用升限15850米，最大起飞滑跑距离1250米，最大着陆滑跑距离1060米，最大作战半径600公里，高空最大航程1820公里，最大过载7.5g。
中国向孟加拉国出口了12架A-5C；向缅甸出口了22架A-5C。
1985年1月，中国开始批产强-5IA。这一型号还对朝鲜出口了40架。
1986年，中国开始研制强-5II。其中引进意大利技术的型号称为A-5M，1988年8月30日首飞，1991年2月19日完成试飞。
2012年10月25日，中航工业洪都举行最后一架强-五飞机总装交付仪式，结束了其長達44年的生产历史。
2017年下半年，中国各军事媒体传出强-5在人民解放军中開始退出现役的消息。

## 改进改型
强-5飞机定型投产后，南昌飞机厂又根据空、海军部队的不同使用要求和向国外出口外销的需要，结合国内航空技术的发展进步，不断改进研制出强-5飞机一系列的改进改型。这里面既有为遂行不同作战任务而改进的机型，也有为改善飞机各项性能而改进的机型；既有为发展和测试专项技术的试验机及技术验证机，也有拓展和增强飞机作战能力的各种改进技术方案，在之后三十多年的时间里形成了一个型号繁多的强五系列家族。各种型号的强-5飞机装备中国空军和海军航空兵近700架，成为部队的主力作战机种之一。
- 强五原型
- 强五试生产型
- 强五基本型
- 强五全天候歼击型（方案）
- 强五甲 半埋弹舱
- 强五乙 鱼雷反潜
- 强五空舰导弹型（方案）
- 强五Ⅰ（强五A）
- 强五ⅠA（强五B）
- 强五Ⅱ（强五C）
- 强五Ⅲ（龙6工程、A-5C）
- 强五ⅢA
- 强五ⅡA
- 强五ⅡK
- 强五M（强五Ⅳ、老强五D、CI工程）：以西方技术进行现代化改装
- 强五K（老强五E、CF工程）
- 强五D
- 强五E
- 强五F
- 强五G
- 强五L
- 强五N
- 强侦五
- 强电五
- 强教五（方案）
- 强五J
- 强五火控雷达试验机
- 强五激光测距试验机
- 强五多普勒导航攻击系统试验机
- 强五平显火控系统试验机（CC工程）
- 强五复合材料结构试验机
- 强五ACT主动控制技术验证机（方案）
- 强五换發型（方案）
- 强五空中受油试验机（方案）
- 强五隐形技术试验机（方案）

## 使用國

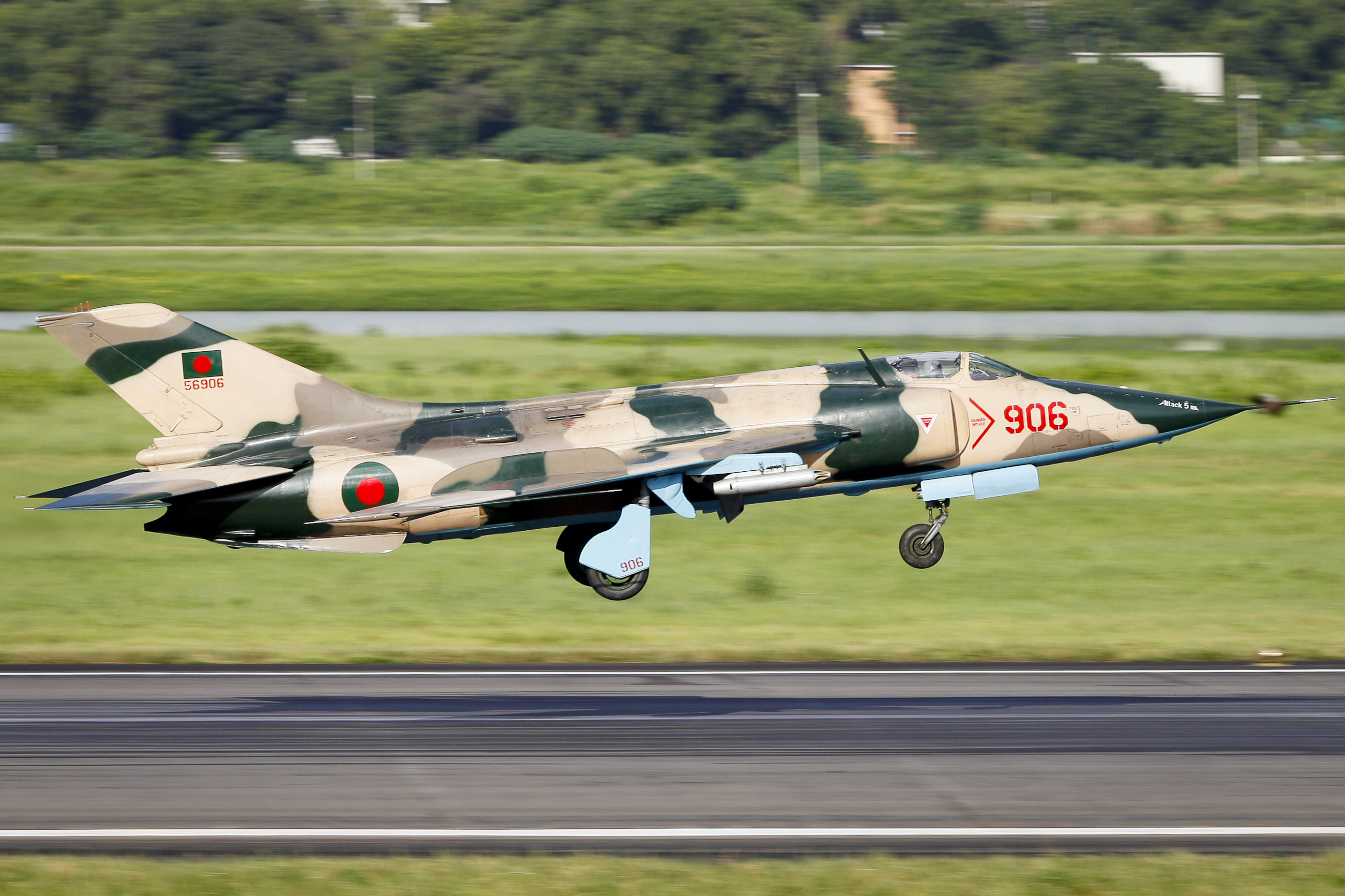
孟加拉空軍強-5

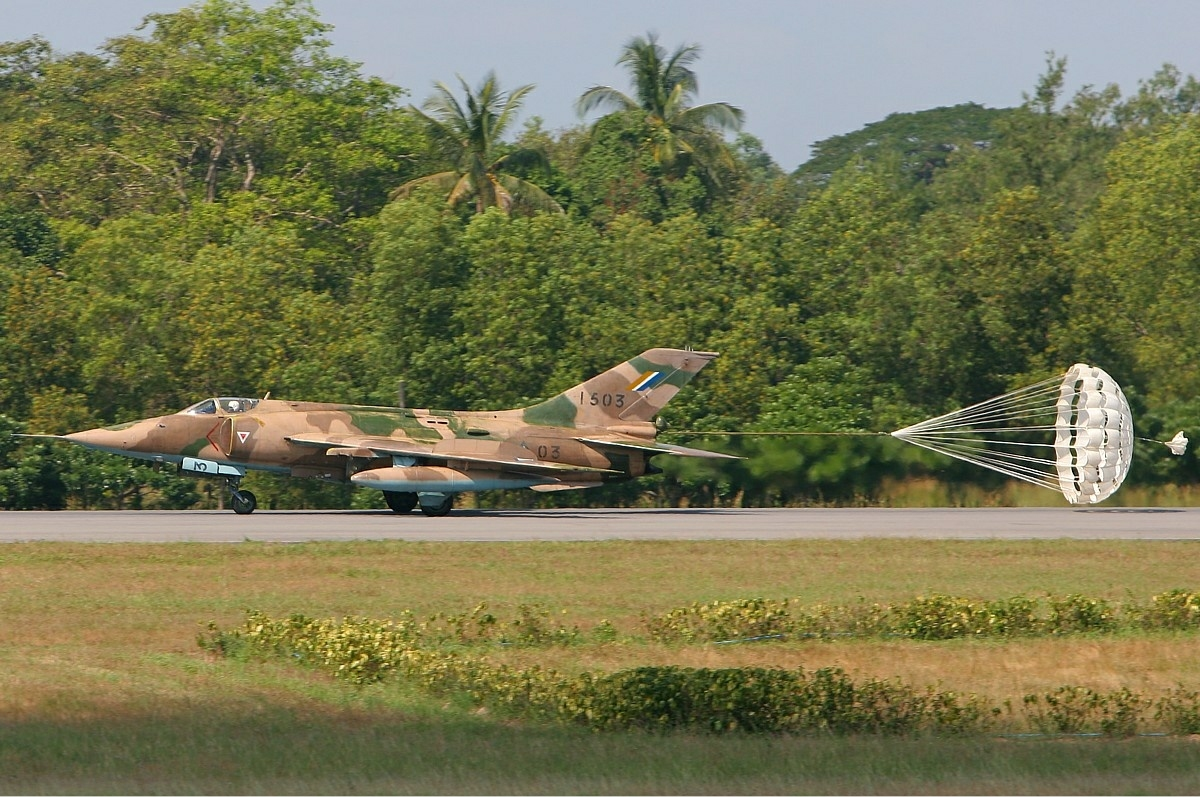
強-5C

### 现役中
- 孟加拉空軍

 緬甸
- 緬甸空軍

- 朝鮮人民軍空軍

 苏丹
- 蘇丹空軍

### 已退役
巴基斯坦
- 巴基斯坦空軍

 中华人民共和国（1969—2017）
- 中國人民解放軍空軍
- 中國人民解放軍海军航空兵

 捷克斯洛伐克
- 科希策航空博物馆收藏了一架由中国政府赠送给斯洛伐克的强-5D，是欧洲唯一展出的一架强-5。

 阿尔巴尼亚
- 阿尔巴尼亚空军

## 性能（強-5D）
基本信息
- 机组：1

性能
- 推重比：0.63

武器

- 機槍：2× Norinco Type 23-2K 23毫米（0.906吋）航炮，每門機炮100發
- 外挂点：四個設置於機身下和六個設置於機翼下 挂载能力2,000公斤（4,400磅），规定携带以下物品的组合：
  - 飛彈：霹靂二式、霹靂五式或霹靂七式空對空飛彈
  - 炸彈：

    - 陸製 57 mm, 90 mm, and 130 mm 火箭彈
    - 陸製 50 kg, 150 kg, 250 kg or 500 kg 炸彈
    - 陸製 LJ-500 雷射導引炸彈
    - 英製 BL.755 叢集炸彈
    - 法國達騷反跑道炸彈
    - 戰術核炸彈

  - 其他：外掛油箱 400L，760L or 1100L

## 流行文化
- 強-5攻擊机在《戰地風雲2》（Battlefield 2）擴充包裝甲勁旅中作为中国人民解放军的對地攻擊機。
- 在（Battlefield 4）中以中国人民解放军攻擊噴射機之姿出現，出于平衡度考虑而使用30毫米GAU機炮（預設）、火蛇火箭（解鎖後）和聯合直接攻擊彈藥（解鎖後），類似的情況亦出現在Su-25攻擊機上。
- 在閃擊點行動：龍之崛起和閃擊點行動：血色長河中作為中国人民解放军的對地攻擊機。
- 在战争雷霆中作为中系空军载具，拥有强-五基本型，强-5A，A-5C（巴基斯坦空军外贸版）。
- 在战舰少女中，强-5乙型以“雄鹰302乙”的名字作为战利品兑换装备，设定为具有空战能力的鱼雷轰炸机。

## 内部链接
- 米格-19戰鬥機
- 米格-27攻擊機